# Čarodějnictví

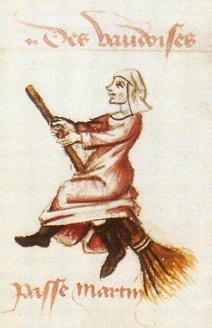
Dobové zobrazení čarodějnice, 1451.

Čarodějnictví je nejčastěji chápáno v historických i současných komunitách jako použití údajných nadpřirozených schopností tedy magie. Tradičně „čarodějnictví“ je použití magie nebo nadpřirozených sil ke způsobení škody nebo neštěstí druhým, a to zůstává nejběžnějším a nejrozšířenějším významem. Podle Encyclopedia Britannica „takto definované čarodějnictví existuje spíše v představivosti současníků než v jakékoli objektivní realitě. Přesto tento stereotyp má dlouhou historii a pro mnohé kultury představoval životaschopné vysvětlení zla v světě.  Víra v čarodějnictví byla nalezena ve velkém počtu společností po celém světě.
V Evropě víra v čarodějnictví sahá až do klasického starověku. Ve středověké a raně novověké Evropě byly obviněnými čarodějnicemi obvykle ženy, o kterých se věřilo, že použily černou magii nebo maleficium proti své vlastní komunitě. O čarodějnicích se někdy říkalo, že komunikovaly se zlými bytostmi nebo s ďáblem , ačkoli antropolog Jean La Fontaine poznamenává, že taková obvinění byla vznesena hlavně proti „nepřátelům církve“.

## Koncept
Koncept čarodějnictví a víra v jeho existenci přetrvaly po celou zaznamenanou historii. Nejběžnějším významem „čarodějnictví“ na celém světě je použití škodlivé magie. Víra v zlovolnou magii byla nalezena v kulturách po celém světě, bez ohledu na vývoj. To může pocházet z lidské tendence „chtít přiřadit výskyty pozoruhodného štěstí nebo smůly jednání, ať už lidské nebo nadlidské“. Historici a antropologové vidí pojem „čarodějnictví“ jako jeden ze způsobů, jak se lidé pokoušeli vysvětlit podivné neštěstí.

## Dějiny

### Antika

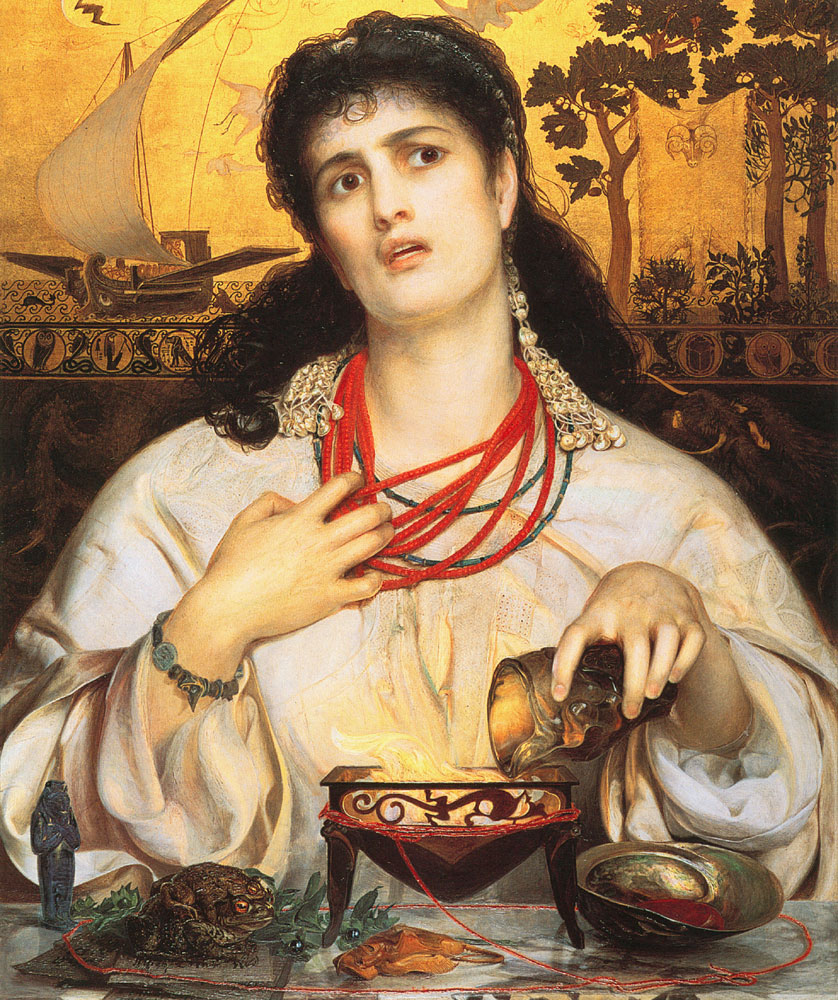
Čarodějnice Médeia

V antickém Řecku existoval na čarodějnice ambivalentní pohled, byly jim přisuzovány zlé úmysly, sexuální nenasytnost a ohrožování společenského řadu, někdy však byly považovány za krásné, mocné a laskavé. Magie provozovaná lidovými vrstvami byla nazývána goetia a patřili do ní praktiky tradičně spojované s čarodějnictvím jako jsou kletby nebo milostná kouzla. Už v starém Řecku existovalo do jisté míry pronásledování čarodějnic, například v Athénách byla v 5. stol. př. n. l. upálena žena za praktikování nekromantie. Nejslavnějšími řeckými čarodějnicemi byly thesálské čarodějnice uctívající bohyni Hekaté, o kterých se tradovalo, že dokáží z nebe stáhnout měsíc. V řeckých mýtech vystupují mocné čarodějky jako Kirké nebo kolchidská princezna Médeia.
Výrazně negativní názor na čarodějnictví, respektive na záškodnou a neoficiální magii, měli Římané. Už v roce 450 př. n. l. byl vydán zákon proti venefica, škodlivé magii, a na začátku 2. století př. n. l. byli v Římě praktikanti magie dokonce hromadně pronásledováni. Ve 2. stol. n. l. byl z čarodějnictví obžalován slavný římský spisovatel a filozof Lucius Apuleius, před soudním tribunálem se však dokázal obhájit. Za vlády císaře Diokleciána na přelomu 3. a 4. stol. n. l. byl v Římě za čarodějnictví ustanoven trest smrti upálením. Tato opatření byla způsobena strachem elit z magie, neměla však žádný náboženský základ.

### Severní Evropa
Vikingům byla známa magie zvaná seidr, praktikovaná především ženami a v noci. Její praktikantky se nazývaly valy či völvy a mýty a pověsti o nich mluví ve většině případů příznivě. Věřilo se, že v noci sedlají zvířata, například vlky a medvědy, či dřevěné hole a jezdí na nich na svá setkání. Se seidrem byla spojována především bohyně Freya, která s ním seznámila ostatní bohy.
U Slovanů byl praktikant záškodné magie nazýván koldun, v případě ženy kolduňa, zatímco ostatní uživatelé magie byli nazýváni vedun, vědma a mnoha dalšími výrazy. V roce 1071, ještě v pohanské době, byly v Rostově dvěma kouzelníky z neúrody obviněny čarodějnice a jejich činnost nakonec vedla k úmrtí mnoha žen.
Jak bylo chápáno čarodějnictví u Keltů, není známo, Tacitus ovšem popisuje ženy v dlouhých černých řízách s pochodněmi v ruce, které společně s druidskými hudebníky povzbuzovaly keltské válečníky. Zda šlo o druidky či někoho jiného, není jasné.

### Křesťanská Evropa

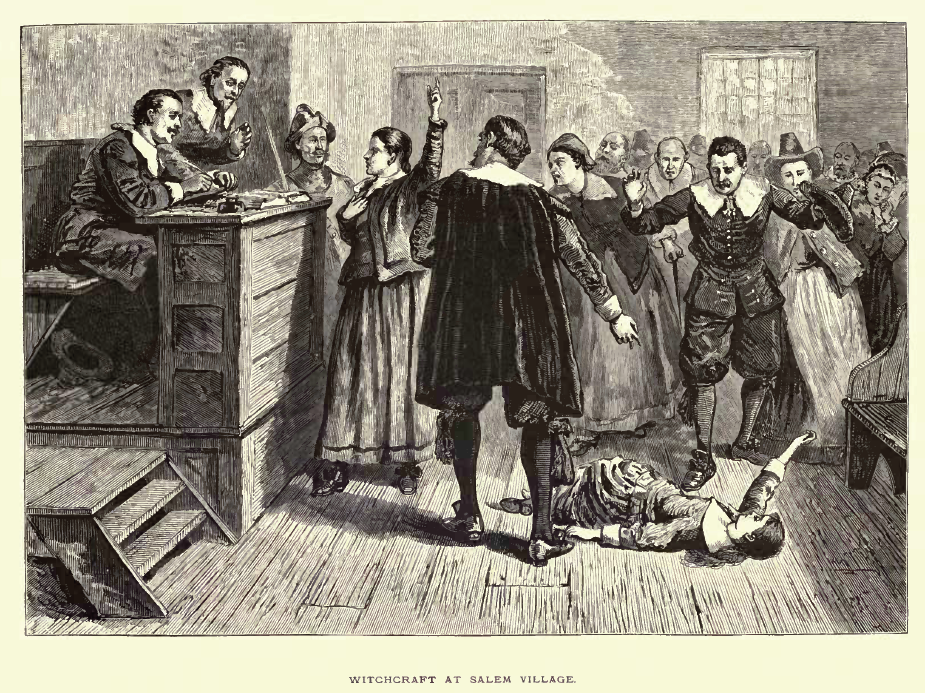
Čarodějnice ze Salemu

V počátcích křesťanské éry bylo čarodějnictví chápáno jako praktikování kouzel, věštění, často za pomoci démona. Prvním známým případem odsouzení a popravy pro čarodějnictví v křesťanském období je případ Priscilliana, biskupa z Ávily, který byl roku 385 uškrcen na příkaz vzdorocísaře Magna Maxima poté, co jej udali galští biskupové. Spolu s ním bylo zabito i šest dalších hispánských kněží, jejichž názory se blížily gnosticismu. Charakteristické je, že církevní autority včetně papeže Siricia a biskupů Martina z Tours a Ambrože z Milána proti popravě protestovaly.
Představy o smlouvě s Ďáblem se objevily až v 10. století ve spisu Canon Episcopi a až do 12. století byly v literatuře čarodějnice běžně nazývány bonae feminae („dobré ženy"). V počátcích křesťanství byla víra v čarodějnictví považována za pohanskou pověru. Zážitky čarodějnic byly považovány podle oficiálního učení za halucinace a přestože v 9. století už byly v některých zemích zavedeny zákony trestající čarodějnictví smrtí, nedošlo k žádnému rozsáhlému pronásledování.
V 11. stol. psal biskup Burchard z Wormsu o ženách, které uctívají bohyni Dianu a opouštějí své tělo, aby mohly letět na noční setkání, kde však nejsou fyzicky přítomny. To je první představa o sletu čarodějnic. V polovině 13. století pronásledoval kacíře i čaroděje v německých zemích mnich Konrád z Marburgu, jednalo se však spíš o exces, který skončil Konrádovou smrtí. Roku 1231 ustanovil císař Fridrich II. Sicilský za čarodějnictví trest smrti upálením. Ve 14. se pak ve Francii začalo pro noční slety používat slovo sabat. Začalo se věřit, že čarodějnice jsou na sabatu fyzicky přítomny a obcují tam s Ďáblem. Obraz, který se o nich objevil, byl velmi podobný představě o kacířích a v 15. století začalo být čarodějnictví považováno za herezi, např. v kázáních mnicha Bernardina ze Sieny. V tomto období byl setřen rozdíl mezi černou a bílou magií, dokud měla kouzla přinášet zdar a štěstí, tak byla tolerována, podezřelé bylo vyvolávání zlých duchů. Rituály měly pohanské a mystické původy, kombinované s křesťanskými motivy, v mnohých zaklínadlech vystupovaly jak křesťanští světci, tak i mytologické postavy. Velmi problematickou se také jeví hranice mezi povoleným kouzelnictvím a zakázaným čarodějnictvím.

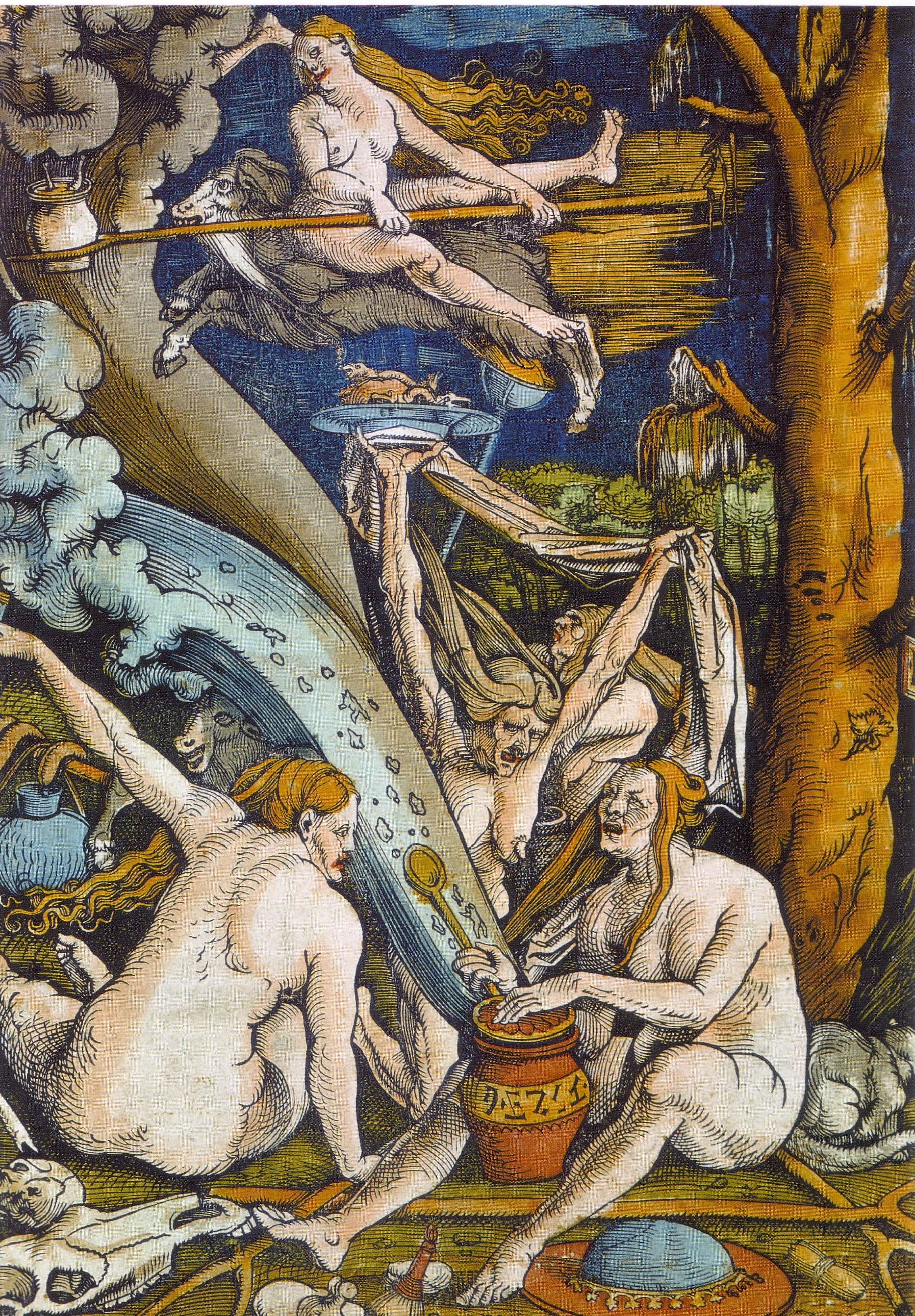
Sabat čarodějnic od Hanse Baldunga, 1508

Soustavné pronásledování čarodějnic začalo ve Francii a severní Itálii kolem roku 1340, zesílilo na sklonku 15. století. Roku 1484 vydal papež Inocenc VIII. bulu Sumus desidernatis, čímž pronásledováním čarodějnic pověřil Svatou inkvizici. Návodem k rozpoznávání, pronásledování a trestání čarodějnic se záhy stal spis Malleus maleficarum z pera fanatického inkvizitora Heinricha Institoria. Pronásledování vyvrcholilo na přelomu 16. a 17. století, kdy byl popraven největší počet obětí zejména v německých zemích, Švýcarsku a Skotsku. Procesy ale víceméně probíhaly po celé Evropě, účastnili se jich protestanti stejně jako katolíci. Pronásledování probíhalo ve vlnách, spojených s lidskou nespokojeností (hladomory, epidemie, etc.), jednalo se ale o úzkou spolupráci všech společenských vrstev. Stále více se angažoval stát, ke stíhání čarodějnic byl vybudován speciální soudní aparát. Velmi často se využívalo mučení a po jednom obvinění následovalo mnoho dalších, založených na vynuceném doznání. Jeden z nejkrutějších procesů nastal na počátku 17. století v německém Bambergu, popraveno bylo více než 300 lidí včetně dětí. V tomto období se pronásledování čarodějnic rozšířilo i do amerických kolonií. Neblaze proslulé jsou zvláště procesy ve městě Salemu. Konec procesů nastal v průběhu 18. století. Poslední obětí čarodějnických procesů v Evropě byla švýcarská služka Anna Göldi, popravená roku 1782. Odhady počtu obětí se pohybují mezi 40 000 a 100 000, údaj devět milionů ,tradovaný na konci 19. století, je naprosto nepodložený. Některých oblastí se pronásledování dotklo velice mírně či dokonce vůbec, příkladem jsou území obývaná vyznavači pravoslaví, ale také Polskolitevský stát, Uhry nebo Španělsko.

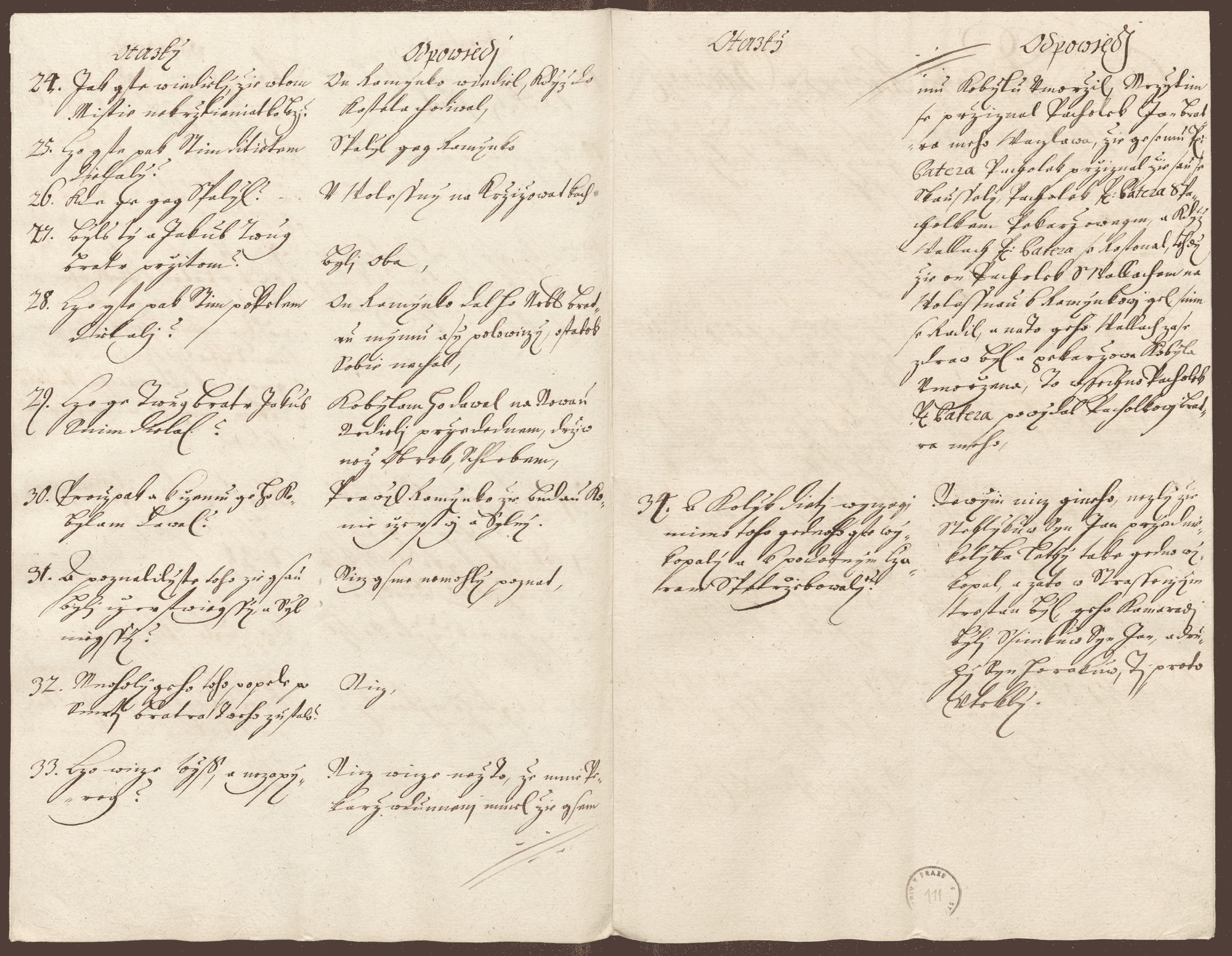
Zápis z výslechu Jana Kučery z Kněževsi který v roce 1689 stanul před správcem panství pro podezření z čarodějnictví. (SOA Praha)

Příčina tohoto rozsáhlého pronásledování není zcela jasná, mezi možné vlivy patří například napětí mezi katolíky a protestanty, renesanční zájem o magii, který mohl oživit víru v čarodějnictví, války, neúroda a očekávání příchodu Antikrista. S procesy a obzvláště s knihou Malleus maleficarum se také často pojí nařčení z antifeminismu. Na počátku 18. století však převládl skeptický pohled a popravy postupně opadly, vliv na to mohly mít obavy elit o vlastní bezpečí a společenský řád a také nástup osvícenství.
V 19. století se opět začala svobodně praktikovat lidová magie spojovaná s čarodějnictvím, která ve 20. století ovlivnila vznik Wiccy a novopohanství. Dobové zákony postihovaly pouze šarlatánství, většinou po obvinění nespokojeným klientem, a přestože sporadicky stále docházelo k lynčování, tak takové jednání stát trestal.

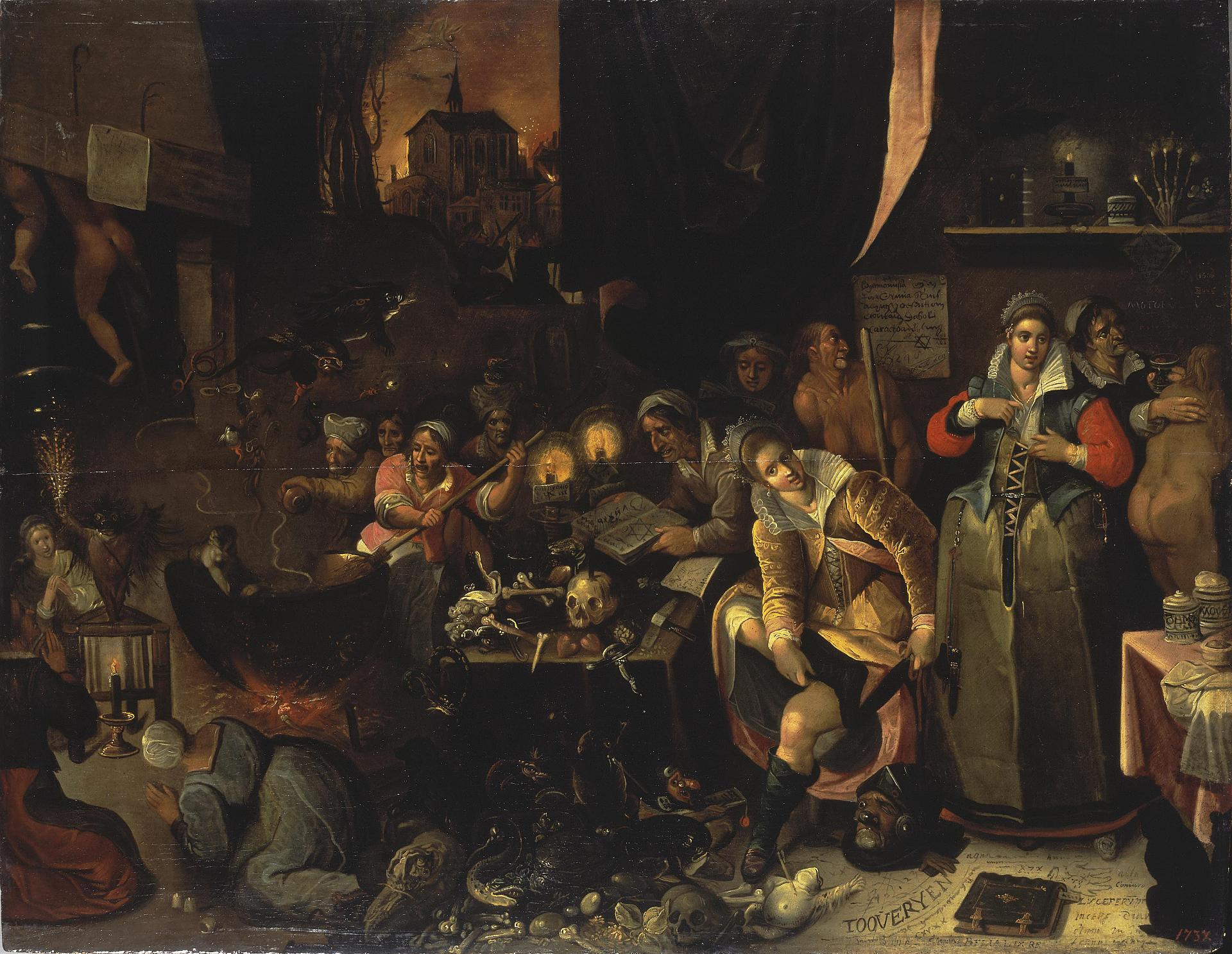
Čarodějnická kuchyně, 1606

#### Teorie o původu
Okolo původu fenoménu čarodějnictví středověké Evropy se rozpoutala během 20. století rozsáhlá odborná diskuse. Byly vyvolány především britskou antropoložkou Margaret Murray, která ve své knize The Witch-Cult in Western Europe (Čarodějnický kult v západní Evropě) z roku 1921 přišla s teorií, že středověké čarodějnice přímo navazovaly na keltské a germánské pohanství nebo  dokonce na neolitický kult plodnosti. Přestože její teze byly všeobecně odmítnuty, měly velký vliv na vznik kultu Wicca. V roce 1966 však italský historik Carlo Ginzburg prokázal existenci kultu plodnosti jménem Benandanti, s kterým byl na přelomu 16. a 17. století inkviziční proces. Od té byla dokázána existence dalších podobných kultů a kořeny evropské čarodějnické praxe a jejího obrazu jsou hledány v šamanismu.

### Afrika
Africké čarodějnictví je široký pojem a v regionech existují rozličné přístupy: např. jihoafrický směr inyanga, středoafrické přístupy azande a kindoki, nigerijská čarodějnická větev náboženství juju, obecnější západoafrické čarodějnictví mající blízko k vodunu, ghanské čarodějnictví etnika Akan využívající nečistého ducha sunsum, východoafrické čarodějnictví uchawi, kamerunské směry nyongo, tfu a djambe, a mnohé další. Čarodějnému rituálu, jehož cílem bylo zaútočit na nepřítele a zlikvidovat jej, je věnována již egyptská kniha o Apopovi. Apop, nebo také Rerek, byla ve staroegyptském náboženství mocná temná negativní bytost znázorňovaná jako had či drak, pán chaosu (v pozdní době spojovaný se Sutechem), klíčový protivník slunečního boha Rea. Některé čarodějnické postupy Apopa zahánějí, jiné spolu s ním pohřbívají, další jej k útoku vyzývají. Staroegyptské čarodějnictví zná také božstvo jménem Bachychsichych (nebo též Bakaksichech) s významem: duše či syn temnoty. Patrně již v předdynastické době bylo v Egyptě čarodějnictví rozšířené. Ze Staré říše potom pochází rozličné dochované čarodějnické formule. Ve Střední říši se vedle lidového čarodějnictví etablovalo oficiální kněžské čarodějnictví s propracovaným zaklínacím systémem a složitými obřady. Kněžští čarodějové využívali stejné síly jako lidoví čarodějové, své metody ovšem zapisovali a uchovávali. Oficiální egyptští čarodějové měli často jeden hlavní úkol: likvidaci králových nepřátel. O skutečnosti, že čarodějnictví tvořilo samostatný obor vědění již v archaické době, svědčí nápisy o čarodějných říkadlech a ovládání duchů na hrobkách datovaných přibližně do přelomu 4. a 3. tis. př. n. l. V mladší době bylo již čarodějnictví považováno za vědu vyučovanou v Domě života.
Afričtí čarodějové odedávna využívali jak svého hlasu, tak i fyzických gest a též aktivace kouzel například zatloukáním ostrého předmětu do magické figury – jako tomu je u figur Nkisi Nkondi v Kongu – nebo podříznutím živého tvora při vyslovení čarodějné formule, případně úderu do symbolu protivníka nebo také plesknutí klienta přes hlavu, což je v subsaharské Africe dodnes běžné. Jeden z nejstarších dochovaných záznamů útočného čarodějnictví pracující metodou využití náhradního těla – figury oběti – pochází z období Střední říše a cílem tehdy bylo zabití nepřítele. Čaroděj zhotovil figuru nepřítele z vosku, napsal na ni jméno oběti, pronesl kletbu a zakopal ji do země na hřbitově.
Podle afrikanisty Ondřeje Havelky interpretují Afričané tzv. „zlou smrt“ – například zasažení bleskem, násilné zabití, náhlé úmrtí nebo utonutí – jako útok čaroděje. Psychické nemoci jsou nahlíženy jako působení zlých duchů nebo také útok čaroděje. U dalších nemocí se zkoumá, zda je nemoc běžná nebo nějak zvláštní, náhlá, bez zjevné příčiny. Potom se taková nemoc považuje za útok čaroděje. Čaroděj útočí přímo vysíláním zlého ducha na dotyčnou osobu nebo nepřímo, prostřednictvím magických předmětů s jistou mocí škodit tam, kde jsou schovány. Další metoda užívaná africkými čaroději je využití bylin. Čaroděj z nich vytvoří jedovatý roztok nebo směs bylin pálí a dým s magickou destruktivní mocí vysílá směrem k oběti. Obranou před takovým útokem bývá podle Havelky očištění se léčivými bylinami, případně symbolické pohřbení (člověk si vykope hrob, položí se do něj a je symbolicky zasypán zeminou) doprovázené zvířecí obětí. Známý čarodějný směr je kamerunská společnost nyongo. Tamější čarodějové praktikují lidské oběti s cílem zotročit ducha obětovaného člověka, který poté pro čaroděje pracuje. Pokud v Kamerunu někdo dosáhne významného podnikatelského nebo politického úspěchu, předpokládá se, že je za tím činnost společnosti nyongo. V Jihoafrické republice často čarodějové připravují mocné muti (přípravek, kouzlo nebo např. začarovanou část lidského těla) za použití lidské hlavy, genitálií, končetin, jazyka nebo krve. K přípravě muti, které má zajistit hospodářský úspěch, politický vzestup nebo třeba likvidaci konkurence není neobvyklé obětování dítěte, případně albína. Většinu muti však připravují tradiční léčitelé za použití bylin, kostí zvířat, zeminy, krve zvířecí oběti a s čarodějnictvím nesouvisí, jde naopak o tradiční léčbu. Jihoafrický čaroděj, který připravuje smrtící muti, se nazývá tagati. V Africe jsou každoročně popraveny tisícovky lidí obviněných z čarodějnictví. Známý je případ Marylandských rituálních vražd ze sedmdesátých let v Libérii. Pro čarodějnické účely tam bylo v malé oblasti vykonáno kolem stovky rituálních vražd. Obětem byli odstraněny hlavy, končetiny a pohlaví, torza byla zohavena. Rituální vraždy byly organizovány vysokými státními úředníky, kteří byli nakonec odsouzeni a veřejně popraveni.
Ondřej Havelka rovněž upozorňuje na zájem lidskoprávních organizací o ženy nařčené z čarodějnictví. Takové ženy jsou pak vylučovány ze společnosti, a to nejen za svébytné náboženské praktiky, ale i pokud nějak vyčnívají ze společnosti například tím, že jsou bezdětné, tělesně významně postižené nebo trpí psychickými obtížemi. Setkáváme se s převýchovnými či trestními tábory a problémem zde je také nedostatek jídla, například v Ghaně jich bylo napočítáno šest.

### Asie

#### Starověký Přední východ a Indie
Starověké prameny o čarodějnictví na Předním východě se týkají především Mezopotámie. V této oblasti existovalo v opozici vůči oficiální kněžské magii, Chammurapiho zákoník trestal záškodná kouzla trestem smrti a objevuje se v něm i zkouška vodou. Čarodějnická praxe byla tvořena především magií slov a manipulací s figurkami či panenkami a čarodějnicím byla přisuzována schopnost neviditelnosti, procházení zdí, narušování kosmického řádu a přivození nemoci, neplodnosti či rituální nečistoty. S čarodějnicemi je často spojován noční démon Lilitu.
Čarodějnictví bylo nazýváno kašapu „otrávení“, kašu „svázání“ a množstvím výrazům související se slinami a jejich použitím k záškodné magii. Čaroděj byl nazýván rakhu „ten, kdo používá slin“, a v sumerštině gal-ukh-zu „člověk, který to umí se slinou“ a ugh-dugga „ten, který mumlá při plivání“, čarodějnice kadištu, ištaritu nebo ba´arum ša muši „noční lovkyně“.
U Chetitů musela být praktikantem čarodějnictví žena, která nenáleží k oficiálnímu kněžstvu, ale byla znalá lidových praktik. Označovala se ideogramem shugi „stará“.
Ve starověké Indii bylo čarodějnictví velmi rozšířeno. Zmiňují se o něm i náboženské sbírky. Atharvavéda, čtvrtá védská sbírka, obsahuje mnoho zaklínadel, používaných proti chorobám, k ochraně polí, milostným kouzlům nebo zničení nepřátel. Staroindické zákoníky či politický spis Arthašástra uvádějí, že se čarodějných praktik používalo ke špionáži nebo tajnému osvobozování vězňů. Učebnice erotiky Kámasútra obsahuje návody k provádění milostné magie.
V Indii se rozlišovaly magické a mystické schopnosti siddhi dosažené "čistými" prostředky, především pomocí jógových cvičení a askeze, od zlovolného čarodějnictví, spojeného s démony a konaného obvykle v noci na žárovištích, kde se spalovali mrtví, často za pomoci lidských ostatků.
Dochoval se rovněž návod, jak může čaroděj dosáhnout stavu vidjádhárů, nadpozemských bytostí, nadaných znalostí budoucnosti, dlouhověkostí a schopností létat. Je třeba navázat styk s vidjádhárskou ženou, a pokud počne, vyjmout z ní plod a ten sníst.

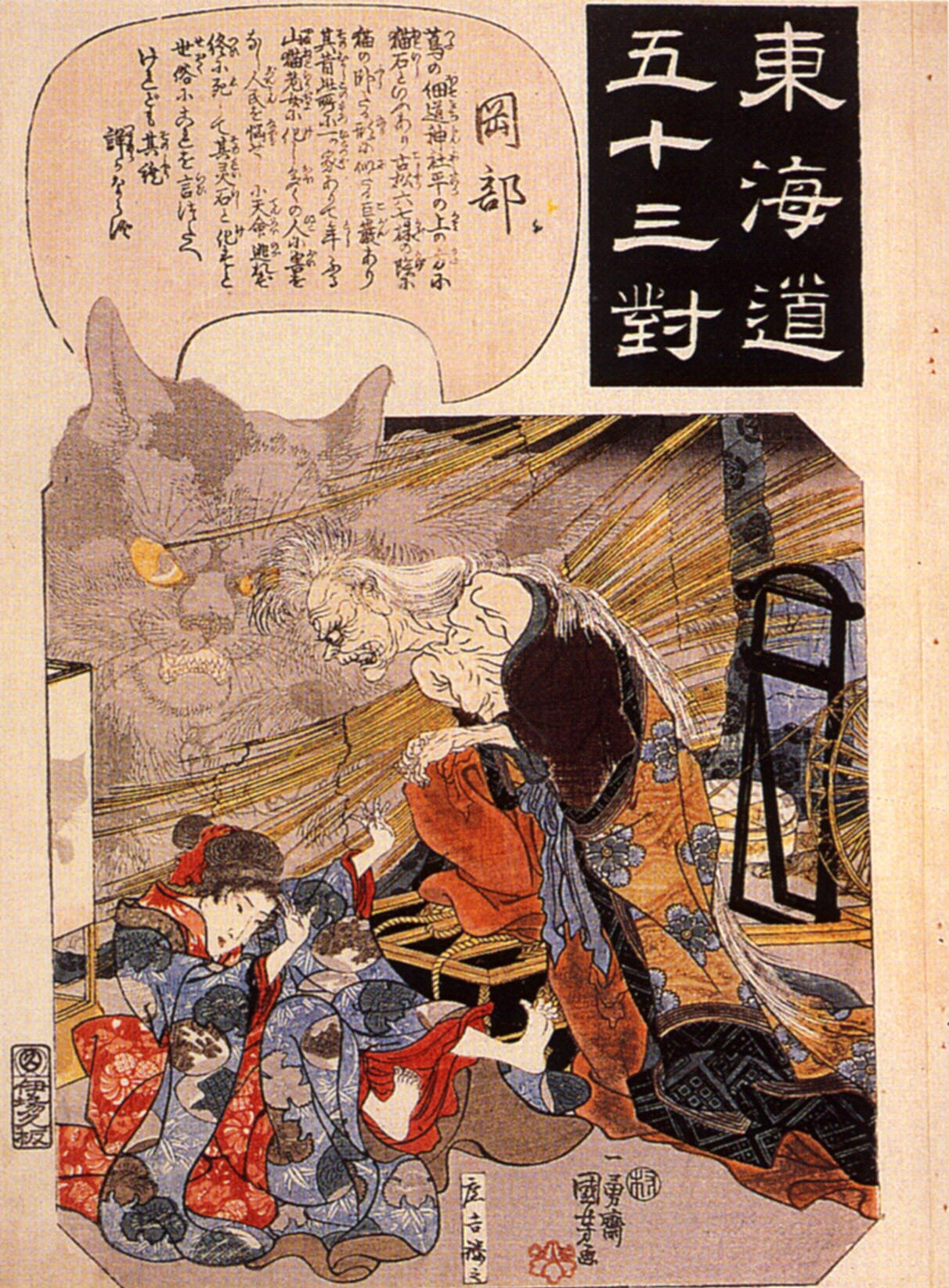
Japonská čarodějnice Okabe

Čarodějnictví bylo v Indii pronásledováno. Trestem bylo vyhnanství, pokud by pomocí kouzel spáchán jiný zločin, tak smrt nebo vysoké finanční kompenzace. Zákoníky uvádějí, že muž, který použije magii na vůči své ženě či snoubence, nemá být trestán.

#### Judaismus
V judaismu byl stejně jako v Mezopotámii směšován pojem čarodějnictví a černé magie. Patří do něj praktiky nekromantů nazývaných slovem šoel ´ov „ten, kdo zpovídá přízrak“ a doreš el ha-metim „ten, kdo zpovídá mrtvé“, z nichž nejznámější je čarodějnice z Endoru. Další formou bylo kášaf, jež souvisí se skrytem či temnotou. Jeho praktikant se nazýval mekhashshef, a měl být vyloučen ze života společenstev, kdežto praktikantka mekashshefah zasluhuje trest smrti. Židům bylo známé také uhranutí quiah („závist“, „žárlivost“) a zlé oko ´ajin ra´ah. Čarodějové byly jinak nazýváni n´hašim „hadi“. Ve Starém zákoně lze nalézt několik přímých a jednoznačných zákazů čarodějnictví.

#### Východní Asie
V Číně existovali čarodějnice i čarodějové zvaní wu, známí už z nejstarších historických textů. Z období pozdní dynastie Čou existují záznamy o odstupu státních kněží vůči čarodějům. Wu vypuzovali zlo a choroby z obydlí a provozovali své řemeslo ve stavu transu a jejich ústy mohli mluvit mrtví, posedlí byly nazýváni ling-pao. V Koreji jsou čarodějkami vždy ženy nazývané mudang, často od narození slepé. Jejich praxe je spojená s extatickým tancem a má blízko k sibiřskému šamanismu. V Jižní Koreji existují dodnes praktikující mudang, patří ale k nejnižším sociálním vrstvám.

### Moderní čarodějnictví

Pentagram, jeden ze symbolů Wiccy

V současnosti se k čarodějnictví hlásí především vyznavači kultu Wicca a jiných novopohanských náboženství. Je také praktikováno i bez náboženského obsahu, především ve spojení s věštěním a bylinkářstvím. Má blízko zmíněnému novopohanství, ale také k neošamanismu a New Age.
Wicca je náboženství, které založil v polovině 20. století Gerald Gardner jako mysterijní tradici uctívající Bohyni a Boha, inspirovanou pohanstvím, lidovým čarodějnictvím i klasickým okultismem. Později z ní vzešli další tradice z nichž k nejznámějším patří Saská Wicca, Dianická Wicca nebo Reclaiming. K ostatním významným čarodějnickým tradicím patří italská Stregheria a Feri, orientovaná na extatické zkušenosti a sexuální mystiku.
K pronásledování a zabíjení mužů, žen a dětí obviněných z čarodějnictví stále dochází v subsaharské Africe, v Indii, v Saúdské Arábii, nebo v Papui Nové Guineji.

### Populární kultura
Čarodějnictví se kromě mýtů, pověstí a pohádek objevuje i v současné populární kultuře, především v fantasy a hororu, příkladem může být film Čarodějky z Eastwicku nebo knihy jako Čaroděj ze země Oz či Čarodějky na cestách. Mnoho děl je také inspirováno čarodějnickým procesy jako filmy Čarodějky ze Salemu nebo Kladivo na čarodějnice, moderní čarodějnictví se zas odráží v seriálech Buffy, přemožitelka upírů nebo Čarodějky.